# Скляревский, Евгений Семёнович
Скляревский, Евгений Семёнович (20 октября 1956, Ташкент) — общественный деятель из Узбекистана, популяризатор Интернета в этой стране, лауреат конкурса РОТОР, один из авторов понятия «Узнет» («узбекский интернет»), журналист, создатель и соавтор множества интернет-проектов, ориентированных как на Узбекистан, так и на русскоязычную аудиторию.

## Биография
В 1978 окончил механический факультет Ташкентского политехнического института, сейчас Ташкентский государственный технический университет.
С 1978 года по 1998 работал на ТАПОиЧ Ташкентское авиационное производственное объединение им. В. П. Чкалова в отделе станков с ЧПУ.
С 1998 по 2004 работал начальником отдела программного обеспечения в Специальном аварийно-восстановительном управлении при Министерстве по развитию информационных технологий и коммуникаций Республики Узбекистан.
С 2004 по 2008 обозреватель журнала Infocom.uz, освещал вопросы веб-строительства, развития интернета, сервисов и общения.
С 2008 по 2011 Руководитель информационной группы в компании Mirada Software. В том числе вёл колонку по занимательной математике в проекте «Планета школ».
С 2011 по 2019 работал в Едином интеграторе UZINFOCOM, развивал образовательные проекты в рамках сети ZiyoNET в том числе провёл на интернет-радио более 200 встреч с известными персонами.
Принимал участие в создании и развитии интернета в Узбекистане. Для развития «узбекской части Интернета», получившей условное название «Узнет», занимался созданием контент-проектов.
На конкурс РОТОР номинировался многократно как «исследователь года», «журналист года», «редактор года», «продюсер года». Высшее достижение — второе место в номинации «исследователь года» в 2006 году.
Участвовал в организации различных конкурсов и фестивалей, посвящённых Интернету, как в Узбекистане, так и в Казахстане и в РФ, то есть его можно причислить и к так называемым «деятелям Рунета».
В 1998—2001 годы вёл рубрику занимательного программирования в ташкентском журнале «Компьютел». Неоднократно публиковался в российских журналах Hard'n'Soft, «Домашний компьютер», был колумнистом журнала «Компьютерра».
На российском сайте «Независимый обзор провайдеров» участвовал в создании «аннотированного каталога статей на тему Интернета, телекоммуникаций и информационных технологий».
Работает в пресс-службе хокимята столицы Узбекистана Ташкента.
Как публицист-краевед получил литературную награду Союза писателей России «Медаль Ивана Бунина».
Публиковался в журнале «Звезда Востока (журнал)»
Участник фотовыставки среди профессионалов и любителей по итогам 2020 года.
Среди увлечений — исламский орнамент, неоднократно выступал с лекциями на эту тему. В течение ряда лет читал лекции по занимательной математике, отмечая международный MartinGardnerDay.
Является автором нескольких проектов по переустройству общественных пространств и транспортной системы города Ташкента.
Женат, двое детей и двое внуков.

## Проекты
- С 2000 года проект «Арбуз.уз»[28], посвящённый популярной математике и занимательному программированию. Сайт многократно побеждал в интернет-конкурсах и фестивалях, в том числе призовое место на конкурсе РОТОР[29] в номинации Научно-популярный сайт в 2004 году.
- С 2006 года портал «Письма о Ташкенте»[30], виртуально и очно объединивший ташкентцев из разных стран.
- Рубрика «Арбузный ломтик по средам» на «Информационном буме» (2004-2011, всего 192 публикации)
- «Ташкентский морской порт»[31], соавтор.
- Закрытые: В 2005 блог «Целлофан Узнета». С 2009 по 2012 «Всё про Узнет»[32], с 2006 «Барбарис»[33], с 2004 по 2008 сайт по истории Узнета «Домен-уз»[34], с 2014 Index.uz[35].